# Agrilus giloloensis
Agrilus giloloensis é uma espécie de inseto do género Agrilus, família Buprestidae, ordem Coleoptera.
Foi descrita cientificamente por *Saunders*, 1871.